# Алборада
Алборада (на италиански: alborada в превод утринна серенада) е испанска сутрешна инструментална любовна пиеса от народен произход, разпространена предимно в Галисия и Валенсия.
Изпълнява се на бомбарда и вид тамборина (старинни испански народни инструменти, наподобяващи испански обой и барабан). Отличава се с бързо оживено темпо и характер на серенада, обикновено в 6/8.
Този вид пиеса намира място в творчеството на Римски Корсаков – като първа и трета част на „Испанско капричио“ от 1887 година, както и на Морис Равел – Alborada del gracioso като четвърта и пета част на „Огледала“ през 1905 година.
Отликата от серенадата е, че последната се изпълнява вечер, докато алборадата се изпълнява сутрин.
„Алборада“ е също и мексикански телевизионен сериал от 2005 година.